# Gustav Jäger (maler)
 Der er flere personer med dette navn, se Gustav Jäger.
Gustav Jäger (født 12. juli 1808 i Leipzig, død 19. april 1871 sammesteds) var en tysk maler.
Jäger studerede først på akademiet i Dresden, så i München, hvor han fik sit afgørende præg fra Schnorr von Carolsfelds kunst. Han er betydeligst som freskomaler: i Nibelungensalen i Münchens slot, Herderværelset (1848) i Weimars slot, kirkerne i Schönfeld og Klein-Pötzschau ved Leipzig og i Teichmanns aula i Leipzig, staffelibilleder i Leipzigs og Dresdens Museum osv. Hans tegninger til Cottas bibel gjorde stor lykke. 1847 blev han direktør for akademiet i Leipzig.